# Kup Hrvatske u odbojci za muškarce 2013.
Kup Hrvatske u odbojci za muškarce za 2013. godinu je osvojila Mladost iz Zagreba. 

Kup je igran u jesenskom dijelu sezone 2013./14.

## Rezultati

### 1. kolo
Prvi susreti su igrani 28. i 29. rujna, a uzvrati 2. listopada 2013. godine.
| klub1           | klub2                                  | 1. ut | 2. ut | napomene                    |
| --------------- | -------------------------------------- | ----- | ----- | --------------------------- |
| Šibenik         | Mladost Marina Kaštela (Kaštel Lukšić) | 0:3   | 0:3   |                             |
| Opatija         | Mursa - Osijek                         | 0:3   | 0:3   |                             |
| Zadar           | Centrometal Črečan                     | 1:3   | 0:3   |                             |
| Varaždin Volley | Rijeka                                 | 3:1   | 1:3   | Rijeka prošla zlatnim setom |

### Četvrtzavršnica
Prvi susreti su igrani 20. studenog, a uzvrati 27. studenog 2013. godine.
| klub1              | klub2                                  | 1. ut | 2. ut | napomene |
| ------------------ | -------------------------------------- | ----- | ----- | -------- |
| Centrometal Črečan | Mladost Marina Kaštela (Kaštel Lukšić) | 0:3   | 1:3   |          |
| Karlovac           | Mursa - Osijek                         | 3:1   | 2:3   |          |
| Rovinj             | Mladost Zagreb                         | 1:3   | 2:3   |          |
| Rijeka             | Sisak                                  | 3:1   | 3:0   |          |

### Završni turnir
Igrano 21. i 22. prosinca 2013. u Rovinju u dvorani SD Gimnasium.
| klub1                                  | rez.          | klub2          |
| poluzavršnica                          | poluzavršnica | poluzavršnica  |
| -------------------------------------- | ------------- | -------------- |
| Mladost Marina Kaštela (Kaštel Lukšić) | 1:3           | Mladost Zagreb |
| Karlovac                               | 2:3           | Rijeka         |
|                                        |               |                |
| za pobjednika                          |               |                |
| Mladost Zagreb                         | 3:0           | Rijeka         |

## Poveznice
- Kup Hrvatske u odbojci za muškarce
- 1.A liga 2013./14.
- 2.A liga 2013./14.
- Kup za žene 2013.